# Safari (przeglądarka)
Safari – przeglądarka internetowa stworzona przez firmę Apple dla systemu operacyjnego OS X. Safari jest również wbudowaną przeglądarką w iPhonie, iPodzie touch i iPadzie. Od 2007 do 2012 roku (do wersji 5.1.7) dostępna była także dla systemów operacyjnych Microsoft Windows.
Safari do wyświetlania stron internetowych używa open source'owego silnika WebKit.

## Rys techniczny
Safari obsługuje wiele standardów internetowych, między innymi XML, XHTML, HTML 4 i elementy wersji 5, DOM 1, 2 i elementy wersji 3. Cechuje ją także wysoka zgodność z CSS poziom 1, 2 i 3.
Safari 2.0 (dla Mac OS X 10.4.3 Tiger) jest pierwszą przeglądarką, która przeszła test Acid2. Wersje wstępne (nightly build) Safari 3.1 osiągają 100% na Acid3 od dnia 26 marca 2008, tego samego zresztą, kiedy to Opera obwieściła taki sam wynik uzyskany przez wewnętrzny wariant testowy.
Silnik przeglądarki Safari – WebKit – rozwijany jest jako niezależny projekt na zasadach otwartego oprogramowania na licencjach BSD oraz GNU LGPL. Pozostała część kodu Safari (w tym metaliczny GUI) jest kodem zamkniętym, dostępnym wyłącznie w postaci binarnej. Jako że WebKit wywodzi się z silnika KHTML, na którym jest oparta przeglądarka Konqueror, część udoskonaleń wprowadzonych przez Apple, która nie była zależna od systemu Mac OS X, została włączona do KHTML.

## Historia
Pierwsza wersja beta programu została udostępniona w roku 2003 na konferencji MacWorld, korzystała wtedy z KHTML jako silnika renderującego doceniając jego szybkość, małą ilość kodu oraz jego uporządkowanie. Wersja 1.0 pojawiła się w czerwcu 2003, a wersja 1.1 stała się domyślną przeglądarką internetową systemu Mac OS X 10.3 Panther, wydanego 24 października 2003.
Głównym programistą Apple zaangażowanym w prace nad Safari jest David Hyatt, poprzednio związany z Mozillą, znany jako twórca programu Mozilla Firefox.
Apple opracowała niewspierane obecnie Safari w wersji także dla systemu Microsoft Windows. 11 czerwca 2007 ukazała się ogólnie dostępna wersja 3 Beta dla systemów Windows.
Wariant wersji 3, Safari Mobile, jest wbudowany w telefon komórkowy iPhone i odtwarzacz MP3 iPod touch, wprowadzone na rynek latem 2007.
18 marca 2008 ukazała się wersja stabilna 3.1. Jeszcze przed premierą kolejnej wersji systemu Mac OS X 10.6.0 Snow Leopard, która oficjalnie została zapowiedziana na wrzesień 2009, ukazała się 8 czerwca wersja 4.0 dostępna dla użytkowników systemu Mac OS X Snow Leopard, Leopard i Tiger (Intel jak i PPC) oraz Windows.

## Pozycja Safari na rynku przeglądarek

Udział przeglądarek internetowych w latach 2009-2016

Użycie Safari na świecie szacuje się na 19,76% (stan na kwiecień 2022), co daje drugą pozycję na rynku przeglądarek. Dane dla Polski wskazują na poziom 6,11%, co daje czwartą pozycję na rynku przeglądarek w Polsce.

## Kompatybilność wersji
| System operacyjny | Wersja systemu               | Ostatnia obsługiwana wersja Safari               | Wsparcie techniczne |
| ----------------- | ---------------------------- | ------------------------------------------------ | ------------------- |
| macOS             | Mac OS X 10.2 "Jaguar"       | 1.0.3 (13 sierpnia 2004)                         | 2003–2005           |
| macOS             | Mac OS X 10.3 "Panther"      | 1.3.2 (11 stycznia 2006)                         | 2003–2007           |
| macOS             | Mac OS X 10.4 "Tiger"        | 4.1.3 (18 listopada 2010)                        | 2005–2010           |
| macOS             | Mac OS X 10.5 "Leopard"      | 5.0.6 (20 lipca 2011)                            | 2007–2011           |
| macOS             | Mac OS X 10.6 "Snow Leopard" | 5.1.10 (12 września 2013)                        | 2009–2013           |
| macOS             | Mac OS X 10.7 "Lion"         | 6.1.6 (13 sierpnia 2014)                         | 2011–2014           |
| macOS             | OS X 10.8 "Mountain Lion"    | 6.2.8 (13 sierpnia 2015; ponad 9 lat temu)       | 2012–2015           |
| macOS             | OS X 10.9 "Mavericks"        | 9.1.3 (1 września 2016; ponad 8 lat temu)        | 2013–2016           |
| macOS             | OS X 10.10 "Yosemite"        | 10.1.2 (19 lipca 2017; ponad 7 lat temu)         | 2014–2017           |
| macOS             | OS X 10.11 "El Capitan"      | 11.1.2 (9 lipca 2018; ponad 6 lat temu)          | 2015–2018           |
| macOS             | macOS Sierra                 | 12.1.2 (22 lipca 2019; ponad 5 lat temu)         | 2016–2019           |
| macOS             | macOS High Sierra            | 13.1.1 (26 maja 2020; ponad 5 lat temu)          | od 2017             |
| macOS             | macOS Mojave                 | 13.1.1 (26 maja 2020; ponad 5 lat temu)          | od 2018             |
| macOS             | macOS Catalina               | 13.1.1 (26 maja 2020; ponad 5 lat temu)          | od 2019             |
| macOS             | macOS Big Sur                | 14.0 (beta) (22 czerwca 2020; ponad 4 lata temu) | od 2020             |
| Microsoft Windows | Windows XP                   | 5.1.7 (9 maja 2012; ponad 13 lat temu)           | 2007–2012           |
| Microsoft Windows | Windows Vista                | 5.1.7 (9 maja 2012; ponad 13 lat temu)           | 2007–2012           |
| Microsoft Windows | Windows 7                    | 5.1.7 (9 maja 2012; ponad 13 lat temu)           | 2009–2012           |